# Sancourt (Somma)
Sancourt – miejscowość i gmina we Francji, w regionie Hauts-de-France, w departamencie Somma.
Według danych na rok 2011 gminę zamieszkiwały 264 osoby, a gęstość zaludnienia wynosiła 37 osób/km² (wśród 2293 gmin Pikardii Sancourt plasuje się na 683. miejscu pod względem liczby ludności, natomiast pod względem powierzchni na miejscu 674.).